# Wormaldia asterusia
Wormaldia asterusia là một loài Trichoptera trong họ Philopotamidae. Chúng phân bố ở miền Cổ bắc.